# 日本海軍 (軍歌)
日本海軍（にほんかいぐん）とは、日本の軍歌。大和田建樹作詞・小山作之助作曲で1904年（明治37年）に発表された。歌詞は全部で20番まで存在している。なお、歌詞内には1904年頃まで軍籍にあった艦名を織り込んでいるため、多少違和感のある長い歌となっている。そのためか、全部歌っている音源はなく、20番のうち10番までが通常は歌われていると思われる。

## 歌詞
※歌詞の「」は艦名である。

1. 四面海もて圍まれし
我が「敷島」の「秋津洲」
外なる敵を防ぐには
陸に砲臺海に艦
2. 屍を浪に沈めても
引かぬ忠義の丈夫が
守る心の「甲鐵艦」
いかでたやすく破られん
3. 名は様々に分かれても
建つる勲は「富士」の嶺の
雪に輝く「朝日」かげ
「扶桑」の空を照らすなり
4. 君の御稜威の「厳島」
「高千穂」「高雄」「高砂」と
仰ぐ心に比べては
「新高」山もなお低し
5. 「大和」魂一筋に
國に心を「筑波」山
「千歳」に残す芳名は
「吉野」の花もよそならず
6. 「千代田」の城の千代かけて
色も「常磐」の「松島」は
雪にも枯れぬ「橋立」の
松諸共に頼もしや
7. 海國男兒が「海門」を
守る心の「赤城」山
「天城」「葛城」「摩耶」「笠置」
浮かべて安し我が國は
8. 「浪速」の梅の芳しく
「龍田」の紅葉美しく
なおも「和泉」の潔き
誉は「八島」の外までも
9. 「朧」月夜は「春日」なる
「三笠」の山にさし出でて
「曙」降りし「春雨」の
霽るる嬉しき朝心地
10. 「朝霧」晴れて「朝潮」の
満ちくる「音羽」「須磨」「明石」
忘るなかかる風景も
よそに優れし我が國を
11. 事ある時は武士の
身も「不知火」の「筑紫」潟
盡せや共に「千早」ぶる
神の守りの我が國に
12. 「吾妻」に廣き「武藏」野も
「宮古」となりて榮えゆく
我が「日進」の君が代は
「白雲」蹴立つる「天竜」か
13. 大空高く舞ひ翔る
「隼」「小鷹」「速鳥」の
迅き羽風に掃はれて
散る「薄雲」は跡もなし
14. 鳴る「雷」も「電」も
ひと「村雨」の間にて
「東雲」霽るる「叢雲」に
交じる「淺間」の朝煙
15. 今も「霞」の「八雲」たつ
「出雲」「八重山」「比叡」「愛宕」
「磐手」「磐城」「鳥海」山
それより堅き我が海軍
16. 「對馬」「金剛」「宇治」「初瀬」
みなわが歴史のあるところ
「豊橋」かけて「大島」に
渡る利器こそこの船よ
17. 敵艦近く現はれば
「陽炎」よりも速やかに
水雷艇を突き入れて
ただ「夕霧」と碎くべし
18. 「暁」寒き山颪
「漣」たてて「福竜」の
群る敵をしりぞけん
勲はすべて我にあり
19. 護れや日本帝國を
萬萬歳の後までも
「鎭遠」「濟遠」「平遠」艦
「鎭東」「鎭西」「鎭南」艦
20. 輝く國旗さしたてて
海外萬里の外までも
進めや「鎭北」「鎭中」艦
進めや「鎮辺」「操江」艦